# ВВС 23-й армии
Военно-воздушные силы 23-й армии (ВВС 23-й армии) — оперативное авиационное соединение времен Великой Отечественной войны.

## История наименований
- ВВС 23-й армии;

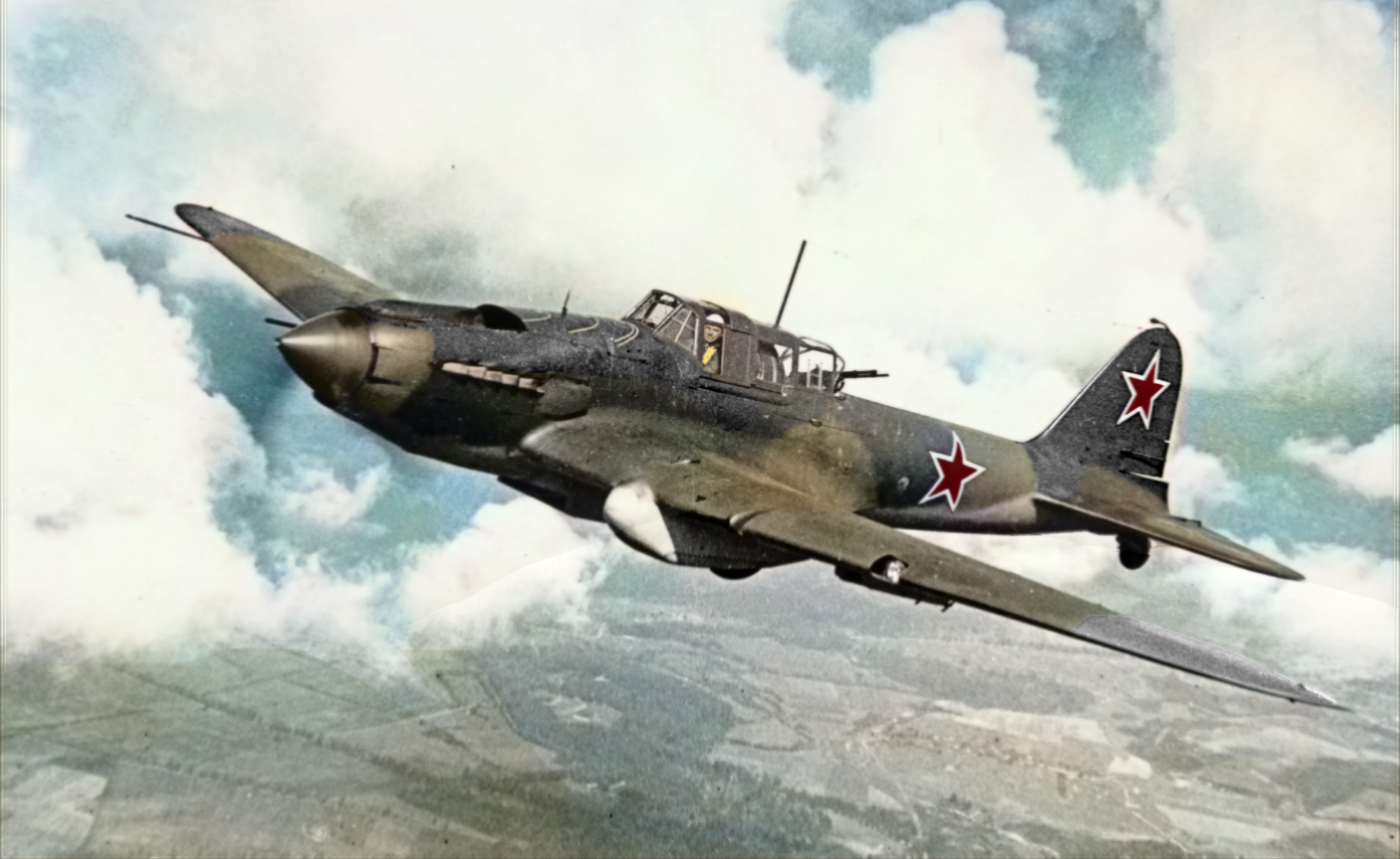
На вооружении штурмовых полков стоял самолёт Ил-2. Конструкторы называли разработанный ими штурмовик Ил-2 «летающим танком», истребители люфтваффе прозвали его «бетонным самолётом» (нем. Betonflugzeug), солдаты вермахта называли его «чумой» (нем. Schwarzer Tod, дословно: «чёрная смерть»).

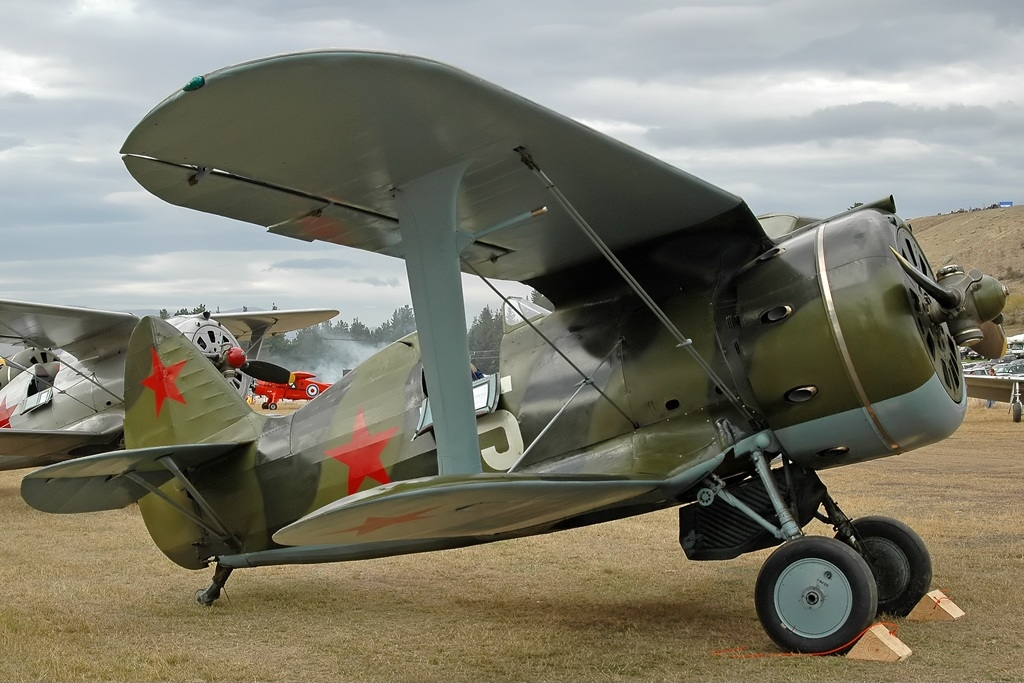
Истребительная авиации ВВС армии имела на вооружении самолёты типа И-153 На фото представлен восстановленный И-153.

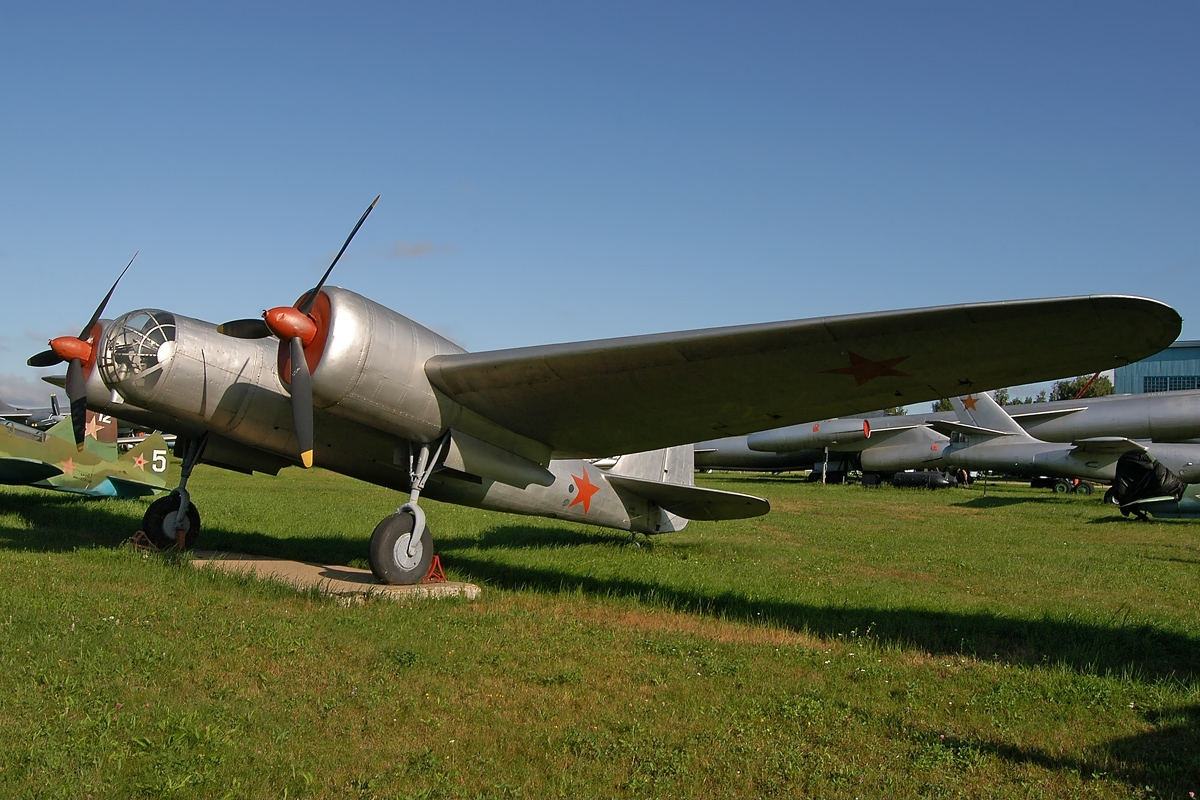
Самолёт СБ (Туполев АНТ-40) стоял на вооружении бомбардировочных полков ВВС армии.

- 277-я штурмовая авиационная дивизия[1];
- 277-я штурмовая авиационная Красносельская дивизия[1];
- 277-я штурмовая авиационная Красносельская Краснознамённая дивизия[1];
- 277-я штурмовая авиационная Красносельская Краснознамённая ордена Суворова дивизия[1];
- 277-я штурмовая авиационная Красносельская Краснознамённая орденов Суворова и Кутузова дивизия[1];
- 277-я истребительная авиационная Красносельская Краснознамённая орденов Суворова и Кутузова дивизия[1];
- Войсковая часть (Полевая почта) 55732[1].

## История и боевой путь
ВВС 23-й армии сформированы в составе 23-й армии в мае 1941 года в Ленинградском военном округе для прикрытия границы с Финляндией на Карельском перешейке севернее и северо-восточнее Выборга. В состав ВВС армии при формировании вошли:
- 5-я смешанная авиационная дивизия:
  - 235-й штурмовой авиационный полк;
  - 7-й истребительный авиационный полк;
  - 153-й истребительный авиационный полк;
  - 158-й истребительный авиационный полк;
  - 159-й истребительный авиационный полк;
- 41-я бомбардировочная авиационная дивизия:
  - 10-й скоростной бомбардировочный авиационный полк;
  - 201-й скоростной бомбардировочный авиационный полк;
  - 202-й скоростной бомбардировочный авиационный полк;
  - 205-й скоростной бомбардировочный авиационный полк;
- 117-я разведывательная авиационная эскадрилья;
- 30-я корректировочная авиационная эскадрилья.

К началу войны часть полков находилась в стадии формирования и не могла принимать участия в боевых действиях. К 1 июля в составе ВВС армии осталась только 5-я смешанная авиадивизия. Во время боевых действий на Карельском перешейке в составе дивизии остались только 7-й и 153-й истребительные полки, остальные были направлены в район Пскова. Позднее в распоряжение 7-го корпуса ПВО убыл и 7-й истребительный авиационный полк, который вернулся в дивизию только через два месяца.
В июле дивизия начала боевые действия по поддержке наземных войск в Выборгско-Кексгольмской операции. По окончании операции дивизия продолжает действовать на Карельском перешейке, находясь в распоряжении 23-й армии. На 12 декабря 1941 года штаб дивизии располагался в Парголово. 18 февраля 1942 года дивизия расформирована.
В связи с переходом ВВС РККА на армейскую систему управления на базе Управления ВВС 23-й армии Приказом НКО СССР 25 ноября 1942 года Приказом НКО № 00230 от 10 ноября 1942 года в составе 13-й воздушной армии Ленинградского фронта сформирована 277-я штурмовая авиационная дивизия.
В составе действующей армии во время Великой Отечественной войны ВВС армии находились с 22 июня 1941 года по 25 ноября 1942 года.
Дивизия участововала в оборонительных боях за Ленинград, при прорыве блокады в 1943 году (Операция «Искра»), в Ленинградско-Новгородской наступательной операции и освобождении Прибалтики, в Восточно-Прусской наступательной операции. День победы дивизия встретила на аэродромах Восточной Пруссии.

## Командующие
- полковник, генерал-майор авиации (с 29.10.1941) Жданов Василий Николаевич, 25.06.1941 — 09.1941
- полковник Селезнёв Николай Георгиевич[5], 25.12.1941 — 18.08.1942
- полковник Хатминский Фёдор Семёнович[4], 01.11.1942 — 25.11.1942

## В составе объединений
| Дата          | Фронт (округ)                      |
| ------------- | ---------------------------------- |
| 01.05.1941 г. | ВВС Ленинградского военного округа |
| 24.06.1941 г. | ВВС Северного фронта               |
| 23.08.1941 г. | ВВС Ленинградского фронта          |
| 25.11.1942 г. | ВВС Ленинградского фронта          |

## Участие в операциях и битвах
- Выборгско-Кексгольмская фронтовая оборонительная операция — с 29 июня по 4 сентября 1941 года.

## Присвоение гвардейских званий
- За образцовое выполнение боевых задач и проявленные при этом мужество и героизм 7 марта 1942 года 7-й истребительный авиационный полк приказом Народного комиссара обороны СССР № 70 от 07.03.1941 г. преобразован в 14-й гвардейский истребительный авиационный полк.
- За образцовое выполнение боевых задач и проявленные при этом мужество и героизм 7 марта 1942 года 174-й штурмовой авиационный полк приказом Народного комиссара обороны СССР № 70 от 07.03.1941 г. преобразован в 15-й гвардейский штурмовой авиационный полк.

## Отличившиеся воины
- Авдеев Александр Фёдорович, капитан, заместитель командира эскадрильи 153-го истребительного авиационного полка 5-й смешанной авиационной дивизии ВВС23-й Армии Ленинградского Фронта Указом Президиума Верховного Совета СССР от 10 февраля 1943 года удостоен звания Герой Советского Союза. Посмертно.
- Зеленов Николай Андрианович, старший лейтенант, лётчик 14-го гвардейского истребительного авиационного полка 5-й смешанной авиационной дивизии 23-й армии Ленинградского фронта Указом Президиума Верховного Совета СССР 10 февраля 1942 года удостоен звания Герой Советского Союза. «Золотая Звезда» № 802.
- Макаренко Николай Фёдорович, майор, командир эскадрильи 153-го истребительного авиационного полка 5-й смешанной авиационной дивизии ВВС 23-й армии ВВС Ленинградского фронта Указом Президиума Верховного Совета СССР от 10 февраля 1943 года удостоен звания Герой Советского Союза. Золотая Звезда № 823.
- Михайлов Василий Николаевич, майор, штурман 125-го скоростного бомбардировочного авиационного полка 5-й смешанной авиационной дивизии ВВС 23-й армии ВВС Ленинградского фронта Указом Президиума Верховного Совета СССР от 10 февраля 1943 года удостоен звания Герой Советского Союза. Золотая Звезда № 787.
- Никитин Алексей Иванович, лейтенант, командир звена 153-го истребительного авиационного полка 5-й смешанной авиационной дивизии ВВС 23-й армии ВВС Ленинградского фронта удостоен звания Герой Советского Союза. Золотая Звезда № 922.
- Поляков Сергей Николаевич, гвардии майор, командир 174-го штурмового авиационного полка Указом Президиума Верховного Совета СССР от 10 февраля 1943 года удостоен звания Герой Советского Союза. Посмертно.
- Ржавский Никита Харитонович, лейтенант, командир звена 153-го истребительного авиационного полка 5-й смешанной авиационной дивизии ВВС 23-й армии ВВС Ленинградского фронта Указом Президиума Верховного Совета СССР от 10 февраля 1943 года удостоен звания Герой Советского Союза. Посмертно.
- Свитенко Николай Иванович, командир эскадрильи 7-го истребительного авиационного полка 5-й смешанной авиационной дивизии 23-й армии Ленинградского фронта, капитан. Указом Президиума Верховного Совета СССР 10 февраля 1943 года удостоен звания Герой Советского Союза. «Золотая Звезда» № 883